# Serhij Szaptała
Serhij Ołeksandrowycz Szaptała (ukr. Сергій Олександрович Шаптала; ur. 5 lutego 1973 w Kostiantyniwce) – ukraiński wojskowy, generał porucznik, szef Sztabu Generalnego Sił Zbrojnych Ukrainy (2021–2024), wcześniej szef Dowództwa Operacyjnego „Południe” (2020–2021) i zastępca szefa Dowództwa Operacyjnego „Południe” (2017–2020). Bohater Ukrainy (2015).

## Życiorys
Urodził się 5 lutego 1973 roku w Kostiantyniwce.
W 1994 został absolwentem Odeskiego Instytutu Wojsk Lądowych, a w 2007 roku Akademii Obrony Narodowej Ukrainy.
W 2013 roku pełnił funkcję dowódcy pułku zmechanizowanego. W latach 2014–2017 był dowódcą brygady piechoty górskiej.
W 2017 roku był zastępcą szefa Dowództwa Operacyjnego „Południe”. W latach 2017–2020 pełnił funkcję pierwszego zastępcy dowódcy Dowództwa Operacyjnego „Południe”. W 2018 roku ukończył naukę w Narodowym Uniwersytecie Obrony Ukrainy im. Iwana Czerniachowskiego. W latach 2020–2021 był szefem Dowództwa Operacyjnego „Południe”.
28 lipca 2021 został mianowany szefem Sztabu Generalnego Sił Zbrojnych Ukrainy. 9 lutego 2024 roku został zdymisjonowany, zastąpił go Anatolij Barhyłewycz.

## Odznaczenia i wyróżnienia
- Bohater Ukrainy Złotej Gwiazdy[3]
- Order Bohdana Chmielnickiego III Klasy[5]